# Warp Eagle
Warp Eagle (englisch Warp Adler) ist ein Album der belgischen Drone- und Funeral-Doom-Band Beyond Black Void.

## Geschichte
Nachdem Stijn van Cauter im Jahr 2021 Wraith Crag veröffentlichte arbeitete er zügig an weiteren Stücken für Beyond Black Void. Da Beyond Black Void als Soloprojekt von van Cauter geführt wurde und er die Musik in seinem Heimstudio Templa Libitina autark komponierte und einspielte, sind exakte Schreib- und Aufnahmezeiträume zu seinem dritten Album nicht publik. Techniker und Produzenten blieben ausgeschlossen.
Das am 1. August 2023 als Musikdownload veröffentlichte Album erfuhr keine benennbare journalistische Resonanz.

## Albuminformationen
Warp Eagle ist das vierte Studioalbum der Band. Das 2023 über Void Overflow als Musikdownload veröffentlichte Album enthält drei separate Stücke, die eine Gesamtspielzeit von 56:02 Minuten haben. In der zur Verfügung gestellten Print-on-Demand-Variante gab van Cauter das Album mit entsprechender Aufbereitung als CD heraus. Die Gestaltung des Albums übernahm van Cauter selbst. Das digital gestaltete Covermotiv zeigt das Piktogramm eines Vogels. Der Hintergrund zeigt eine digitale Nachahmung von Weltraumaufnahmen überwiegend in Rosa und Violett. Das Vogelpiktogramm ist in der gleichen Farbigkeit gestaltet.
Das Album ordnet sich in die Science-Fiction-Konzeptwelt des Gesamtwerkes von Stijn van Cauter ein. Der Name „Warp Eagle“ sei so nach extraterrestrischen Lichterscheinungen benannt, die fälschlich für ein natürliches Phänomen gehalten würden. Dabei seien die Warp Adler „Rissgeister“, deren Existenz außerhalb der Realität läge.

### Titelliste
1. A Convocation Amidst the Stars: 19:44
2. To Challenge the Pulsars: 14:09
3. A Solemn Flight Voidwards: 22:09

### Stil
Das als Musikdownload veröffentlichte Funeral- und Drone-Doom-Album wird von Stijn van Cauter als „trostloser und minimalistischer Funeral Doom“ beschrieben. Die als instrumentaler Funeral Doom angelehnte Musik von Beyond Black Void basiert dabei ausschließlich auf dem verzerrten Aushallen weniger Gitarrenanschläge und einem kaum vorhandenen programmierten Schlagzeugrhythmus.